# Ushiroku Jun
Ushiroku Jun (后宫 淳 (Hậu Cung Thuần)), sinh ngày 28 tháng 9 năm 1884 mất ngày 24 tháng 11 năm 1973, là một Đại tướng Lục quân Đế quốc Nhật Bản.

## Tiểu sử
Lớn lên ở tỉnh Kyoto, Ushiroku tốt nghiệp khóa 17 trường Trường Sĩ quan Lục quân (Đế quốc Nhật Bản) năm 1905. Tham gia giai đoạn cuối Chiến tranh Nga-Nhật trong thời gian ngắn. Ông tốt nghiệp khóa 29 trường Đại học Lục quân (Đế quốc Nhật Bản) năm 1917.
Ushiroku được gửi tới đạo quân Quan Đông ở ]Mãn Châu vào tháng 12 năm 1925, được giao nhiệm vụ bảo vệ tuyến đường sắt Nam Mãn Châu. Năm 1929, thăng chức Đại tá, ông chỉ huy Trung đoàn Bộ binh 48. Vào tháng 8 năm 1931,ông trở thành tham mưu Sư đoàn Yodo.
Từ năm 1932- 1938, Ushiroku làm việc tại trụ sở của đạo quân Quan Đông ở Mãn Châu quốc. Tháng 3 năm 1934, ông thăng chức thiếu tướng và lên chức trung tướng vào tháng 8 năm 1937. Trong tháng 10 năm đó, ông chỉ huy Sư đoàn 26, tham gia vào cuộc chiến tranh Trung-Nhật lần 2.
Từ năm 1939- 1940, Ushiroku trở thành tư lệnh tập đoàn quân 4 và từ năm 1940- 1940, ông giữ chức tư lệnh Phương diện quân Nam Trung Quốc và là tham mưu trưởng đạo quân Viễn chinh Trung Quốc từ năm 1941- 1942. Từ năm 1942- 1943, Ushiroku là tổng tư lệnh Tập đoàn quân Trung tâm. 

### Sách
- Fuller, Richard (1992). Shokan: Hirohito's Samurai. London: Arms and Armor. ISBN 1-85409-151-4.
- Hayashi, Saburo (1959). Kogun: The Japanese Army in the Pacific War. Cox, Alvin D. Quantico, VA: The Marine Corps Association.